# Pradines, Corrèze
Pradines är en kommun i departementet Corrèze i regionen Nouvelle-Aquitaine i de centrala delarna av Frankrike. Kommunen ligger  i kantonen Bugeat som tillhör arrondissementet Ussel. År 2022 hade Pradines 86 invånare.

## Befolkningsutveckling
Antalet invånare i kommunen Pradines
Referens:INSEE